# Aeroportul Chignik Lake
Aeroportul Chignik Lake (IATA: KCQ, FAA LID: A79) este un aeroport din Alaska, Statele Unite ale Americii ce deservește zona Chignik Lake⁠(d). Aeroportul a fost tranzitat în 2019 de 500 de pasageri. A fost numit după zona deservită.
Situat la o altitudine de 15 m, aeroportul dispune de 1 pistă.

## Infrastructură

### Piste
Aeroportul dispune de o singură pistă. Pista 08/26 are suprafața de pietriș și dimensiunile 2.800 picioare × 60 picioare. 